# Kanton Saint-Mamet-la-Salvetat
Der Kanton Saint-Mamet-la-Salvetat war bis 2015 ein französischer Wahlkreis im Département Cantal in der damaligen Region Auvergne. Er umfasste zwölf Gemeinden im Arrondissement Aurillac; sein Hauptort (frz.: chef-lieu) war Saint-Mamet-la-Salvetat. Die landesweiten Änderungen in der Zusammensetzung der Kantone brachten im März 2015 seine Auflösung. Vertreter im conseil général des Départements war zuletzt von 2011 bis 2015 Éric Février.

## Gemeinden
| Gemeinde                | Einwohner Jahr | Fläche km² | Bevölkerungsdichte | Code INSEE | Postleitzahl |
| ----------------------- | -------------- | ---------- | ------------------ | ---------- | ------------ |
| Cayrols                 | 284 (2013)     | 9,22       | 31 Einw./km²       | 15030      | 15290        |
| La Ségalassière         | 119 (2013)     | 6,57       | 18 Einw./km²       | 15224      | 15290        |
| Le Rouget-Pers          | 1.278 (2013)   | 8,23       | 155 Einw./km²      | 15268      | 15290        |
| Marcolès                | 583 (2013)     | 52,89      | 11 Einw./km²       | 15117      | 15220        |
| Omps                    | 346 (2013)     | 12,62      | 27 Einw./km²       | 15144      | 15290        |
| Parlan                  | 374 (2013)     | 24,12      | 16 Einw./km²       | 15147      | 15290        |
| Pers                    | 302 (2013)     | 16,05      | 19 Einw./km²       | 15150      | 15290        |
| Roannes-Saint-Mary      | 1.046 (2013)   | 36,29      | 29 Einw./km²       | 15163      | 15220        |
| Roumégoux               | 297 (2013)     | 13,29      | 22 Einw./km²       | 15166      | 15290        |
| Saint-Mamet-la-Salvetat | 1.559 (2013)   | 51,49      | 30 Einw./km²       | 15196      | 15220        |
| Saint-Saury             | 198 (2013)     | 30,11      | 7 Einw./km²        | 15214      | 15290        |
| Vitrac                  | 262 (2013)     | 17,88      | 15 Einw./km²       | 15264      | 15220        |